# Спјанцана (Виченца)
Спјанцана је насеље у Италији у округу Виченца, региону Венето.
Према процени из 2011. у насељу је живело 131 становника. Насеље се налази на надморској висини од 151 м.